# Denisa Rosolová
Denisa Rosolová, nata Ščerbová  (Karviná, 21 agosto 1986), è un'ex ostacolista, velocista e lunghista ceca.
Dal 2008 al 2011 è stata sposata con il tennista Lukáš Rosol.

## Palmarès
| Anno | Manifestazione  | Sede           | Evento         | Risultato  | Prestazione | Note |
| ---- | --------------- | -------------- | -------------- | ---------- | ----------- | ---- |
| 2001 | Mondiali U18    | Debrecen       | Salto in lungo | 10ª        | 5,67 m      |      |
| 2003 | Mondiali U18    | Sherbrooke     | Salto in lungo | Argento    | 6,40 m      |      |
| 2004 | Mondiali U20    | Grosseto       | Salto in lungo | Oro        | 6,61 m      |      |
| 2004 | Giochi olimpici | Atene          | Salto in lungo | 24ª (q)    | 6,39 m      |      |
| 2005 | Europei U20     | Kaunas         | Salto in lungo | Oro        | 6,57 m      |      |
| 2007 | Europei indoor  | Birmingham     | Salto in lungo | Bronzo     | 6,64 m      |      |
| 2007 | Europei U23     | Debrecen       | Salto in lungo | Argento    | 6,80 m      |      |
| 2007 | Mondiali        | Osaka          | Salto in lungo | 13ª (q)    | 6,58 m      |      |
| 2008 | Mondiali indoor | Valencia       | 4×400 m        | 4ª         | 3'34"53     |      |
| 2008 | Giochi olimpici | Pechino        | Salto in lungo | 18ª (q)    | 6,46 m      |      |
| 2008 | Giochi olimpici | Pechino        | Eptathlon      | dnf        | dnf         |      |
| 2010 | Mondiali indoor | Doha           | 4×400 m        | Argento    | 3'30"05     |      |
| 2010 | Europei         | Barcellona     | 400 m piani    | 4ª         | 50"90       |      |
| 2011 | Europei indoor  | Parigi         | 400 m piani    | Oro        | 51"73       |      |
| 2011 | Mondiali        | Taegu          | 400 m piani    | Semifinale | 52"53       |      |
| 2011 | Mondiali        | Taegu          | 4×400 m        | 5ª         | 3'26"57     |      |
| 2012 | Mondiali indoor | Istanbul       | 400 m piani    | 6ª         | 52"48       |      |
| 2012 | Europei         | Helsinki       | 400 m hs       | Oro        | 54"24       |      |
| 2012 | Europei         | Helsinki       | 4×400 m        | Bronzo     | 3'26"02     |      |
| 2012 | Giochi olimpici | Londra         | 400 m hs       | 7ª         | 55"27       |      |
| 2012 | Giochi olimpici | Londra         | 4×400 m        | 6ª         | 3'27"77     |      |
| 2013 | Europei indoor  | Göteborg       | 400 m piani    | 5ª         | 52"71       |      |
| 2013 | Europei indoor  | Göteborg       | 4×400 m        | Bronzo     | 3'28"49     |      |
| 2013 | Mondiali        | Mosca          | 400 m hs       | Semifinale | 55"14       |      |
| 2013 | Mondiali        | Mosca          | 4×400 m        | Batteria   | 3'30"48     |      |
| 2014 | Mondiali indoor | Sopot          | 400 m piani    | Semifinale | dnf         |      |
| 2014 | Europei         | Zurigo         | 400 m hs       | Bronzo     | 54"70       |      |
| 2015 | Europei indoor  | Praga          | 400 m piani    | 6ª         | 53"20       |      |
| 2015 | Europei indoor  | Praga          | 4×400 m        | 4ª         | 3'32"08     |      |
| 2015 | Mondiali        | Pechino        | 400 m hs       | Semifinale | 55"73       |      |
| 2016 | Giochi olimpici | Rio de Janeiro | 400 m hs       | Semifinale | 57"39       |      |
| 2017 | Europei indoor  | Belgrado       | 400 m piani    | Batteria   | dnf         |      |
| 2017 | Mondiali        | Londra         | 400 m hs       | Semifinale | 56"40       |      |